# Climat tropical de savane

Zones mondiales du climat de savane tropicale (Aw/As).

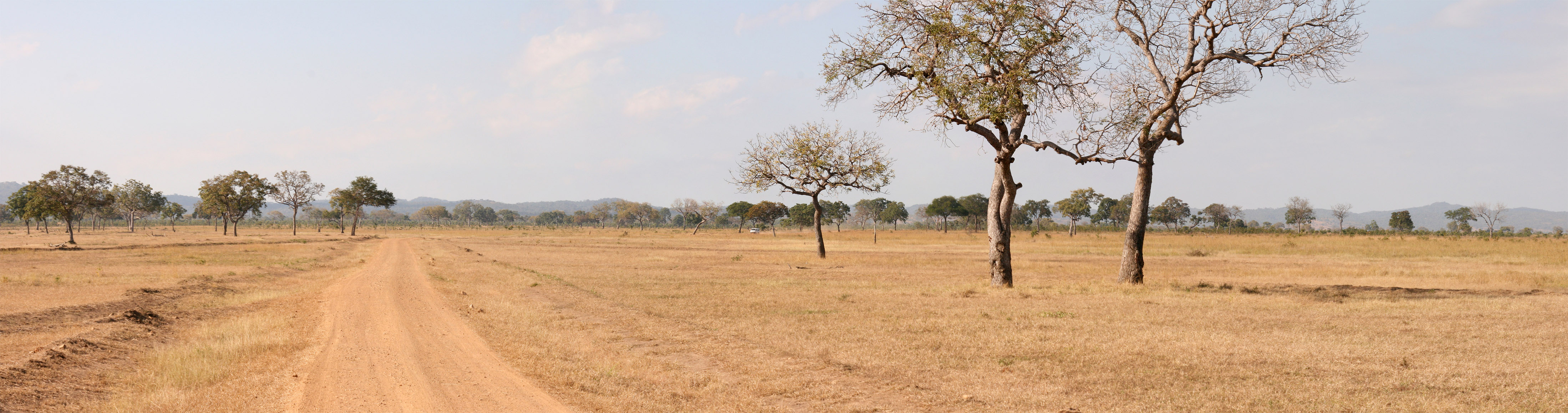
Paysage de savane dans le parc national de Mikumi, région de Morogoro en Tanzanie.

Le climat tropical de savane (ou climat tropical humide et sec,) est un climat tropical caractérisé par une température moyenne supérieure à 18 °C pour tous les mois de l'année et une saison sèche bien distincte connaissant des précipitations inférieures à 60 mm. Le total annuel des précipitations est inférieur à l'équation Pann ≥ 25(100-Pmin), qui définit le seuil avec le climat tropical de mousson,. La classification de Köppen retient deux sortes de climats tropicaux de savane différents notés Aw et As. Aw correspond aux savanes à hiver sec et As aux savanes à été sec.
La classification de Köppen met en relation le climat, entendu en l'occurrence au sens du régime pluviométrique conjugué à la température, avec le type de formation végétale sur lequel il règne ; comme il s'agit de prairies faites d'herbes hautes et épaisses, les savanes, le nom de la zone climatique prend ce nom. Il ne faut pas en déduire que le paysage de prairies tropicales est dû au climat, c'est une classification empirique.
Un climat tropical de savane peut connaître une saison sèche très intense.
Le « balancement » annuel des précipitations, c'est-à-dire l'alternance entre saison sèche et saison des pluies (ou saison humide) est pour l'essentiel dû au déplacement en latitude de la zone de convergence intertropicale,.

## Exemples
Accra, Ghana
Brasilia, Brésil
Darwin, Australie
Mamoudzou, France
San Jose, Costa Rica
Monte Cristi, République dominicaine